# 法政大学55年館・58年館

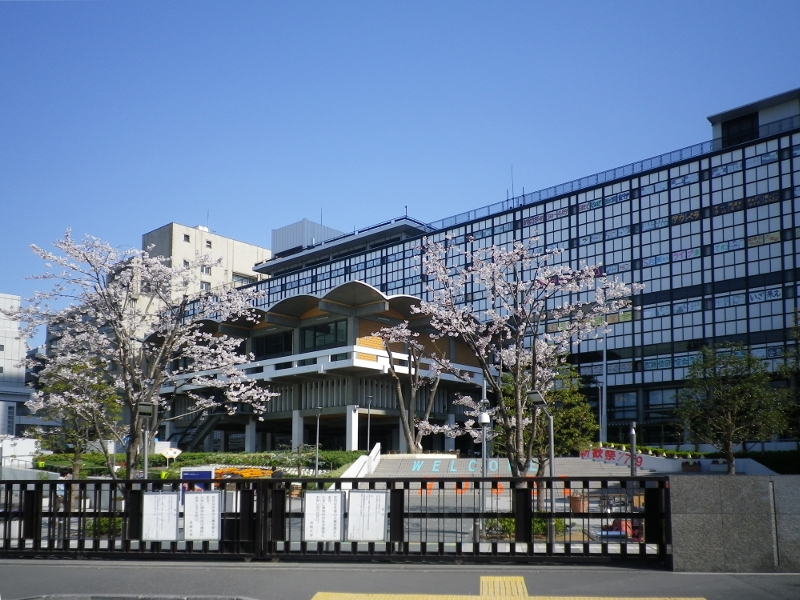
右が55年館、中央から左が58年館

法政大学55年館・58年館（ほうせいだいがく55ねんかん・58ねんかん）は、法政大学に存在していた建築物。法政大学の象徴的な建築物であった。

## 概要
第二次世界大戦で法政大学の校舎の3分の2が無くなる。1950年に法政大学の総長に就任した大内兵衛は、財政などの困難な問題に立ち向かいつつ、校舎の再建に取り掛かる。この際に建築された校舎であった。
この55年館と58年館というのはモダニズムの建築物として学外でも広く知られていた。岡本太郎は完成直後の58年館を、今まで見た大学建築の中で、光線の考察や設備の点で群を抜いていると絶賛していた。
大内兵衞は新時代の大学として目指したのは、従来の少数のエリートを養成する機関ではなく、学問への熱意を持つ全ての若者が集える学びの場であった。この意を受けて当時の法政大学工学部助教授であった大江宏が新校舎を設計して55年館と58年館が建てられた。
55年館の511教室前に掲げられている孔子の一節は大内兵衞の筆によるものであった。55年館が取り壊されてからは新校舎に移設される。
長い1つの建物に見えるが、2つの建物を真ん中で継ぎ足した2つの建物であった。1955年と1958年にできたからこの名称となっていた。
法政大学の一連の校舎の建築で大江宏は1958年に芸術選奨文部大臣賞と建築学会賞を受賞。1960年には一般社団法人日本建設業連合会BCS賞を受賞。
老朽化により解体されることになった。社団法人日本建築学会は、55年館・58年館には歴史的・文化的価値があることから保存を求められていたものの、法政大学理事会は保存をしないことを決議していた。
2019年春より55年館・58年館の解体工事が始まる。このことから2019年2月23日と2月24日に「55・58フェアウエルDays」が開催される。校舎での最終講義と称して様々なシンポジウムや展示企画や映画上映が行われた。